# José de Nagusía

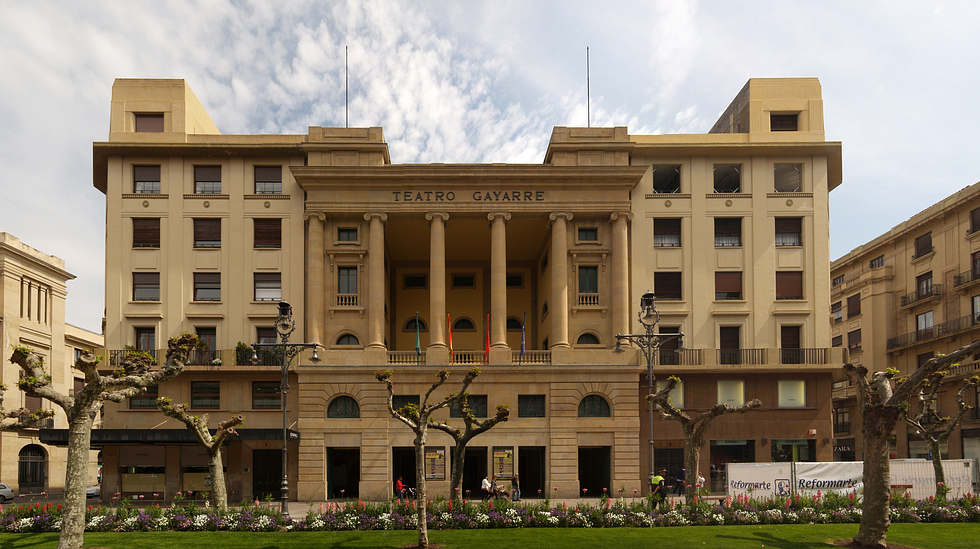
El actual Teatro Gayarre, continuador del inicial Teatro Principal, mantiene en su cuerpo central el diseño de José de Nagusía elaborado a mediados del siglo XIX.

José Faustino de Nagusía Oñaederra, más conocido sencillamente como José de Nagusía (Bilbao, c. 1800 - ibid. c. 1853) fue un arquitecto español que estudió en la Real Academia de Bellas Artes de San Fernando y fue nombrado Director de Caminos Reales del Reino de Navarra, actividad que compaginó en Navarra con otros proyectos en obras públicas como el Teatro Principal de Pamplona, la plaza de toros de Pamplona, la de Tudela o el Palacio de Navarra.

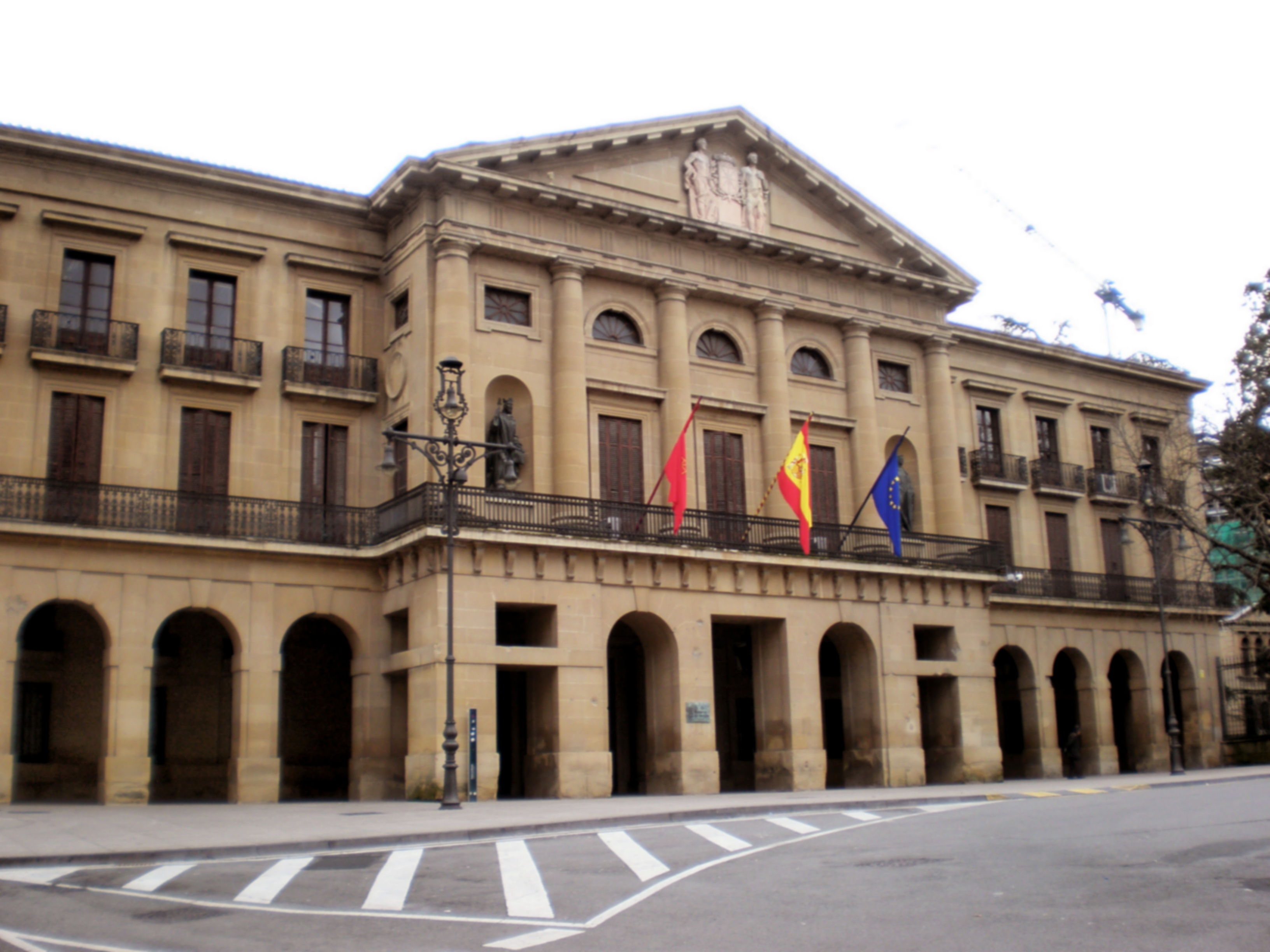
Palacio de Navarra, sede actual del Gobierno de Navarra y anteriormente de la Diputación Foral de Navarra.

## Biografía
Nacido en Bilbao, realizó sus estudios de arquitectura en Madrid, en la Academia de San Fernando donde fue nombrado académico de mérito y dedicó al infante Carlos María Isidro una disertación titulada Los Caminos Reales y sus puentes (1827).
En 1828, por encargo de la Diputación del Reino de Navarra, proyecta un obelisco que se levanta en la Venta de la Bardena (así reflejada en algunos mapas pero también llamada Venta de San Francisco Javier y Venta de la Espartosa) (entre Cadreita y Villafranca) ante la llegada de los reyes de España, Fernando VII y su esposa, de visita a Navarra.
Un año más tarde, en 1829, es nombrado Director de Caminos Reales del Reino de Navarra desempeñando el cargo durante varios años en los cuales diseñó y proyecto varias obras y caminos por toda la región.

## Obras destacadas
Destacan entre sus proyectos:
- 1828: Obelisco conmemorativo, en la Venta de la Bardena o de San Francisco Javier (Cadreita) en el camino real entre Pamplona y Zaragoza; un ejemplo de arte efímero.[2][3]
- 1830: Camino de Navarra a Álava;
- 1832: Proyecto de la Casa de la Inclusa para niños expósitos, Pamplona; realizados junto a Pedro Manuel de Ugartemendía.[4][5]
- 1834: Proyecto de Camino de Navarra a Francia por Zubiri y Roncesvalles; esta carretera tardó mucho tiempo en ejecutarse pues a finales del siglo aún seguían las obras.[6][7]
- 1840: Teatro Principal (luego llamado Teatro Gayarre), Pamplona;[8]
- 1840: Plaza de Toros, Pamplona; la primera plaza fija construida en la ciudad.[9]
- 1841: Palacio de Navarra, Pamplona;[10]
- 1842: Plaza de toros, Tudela; la primera fija, se mantuvo hasta 1920.[11]
- 1844-1846: Canalización de aguas del término de Balgorra a Tafalla;
- 1852: Casa de Correos y Aduanas, Pamplona.

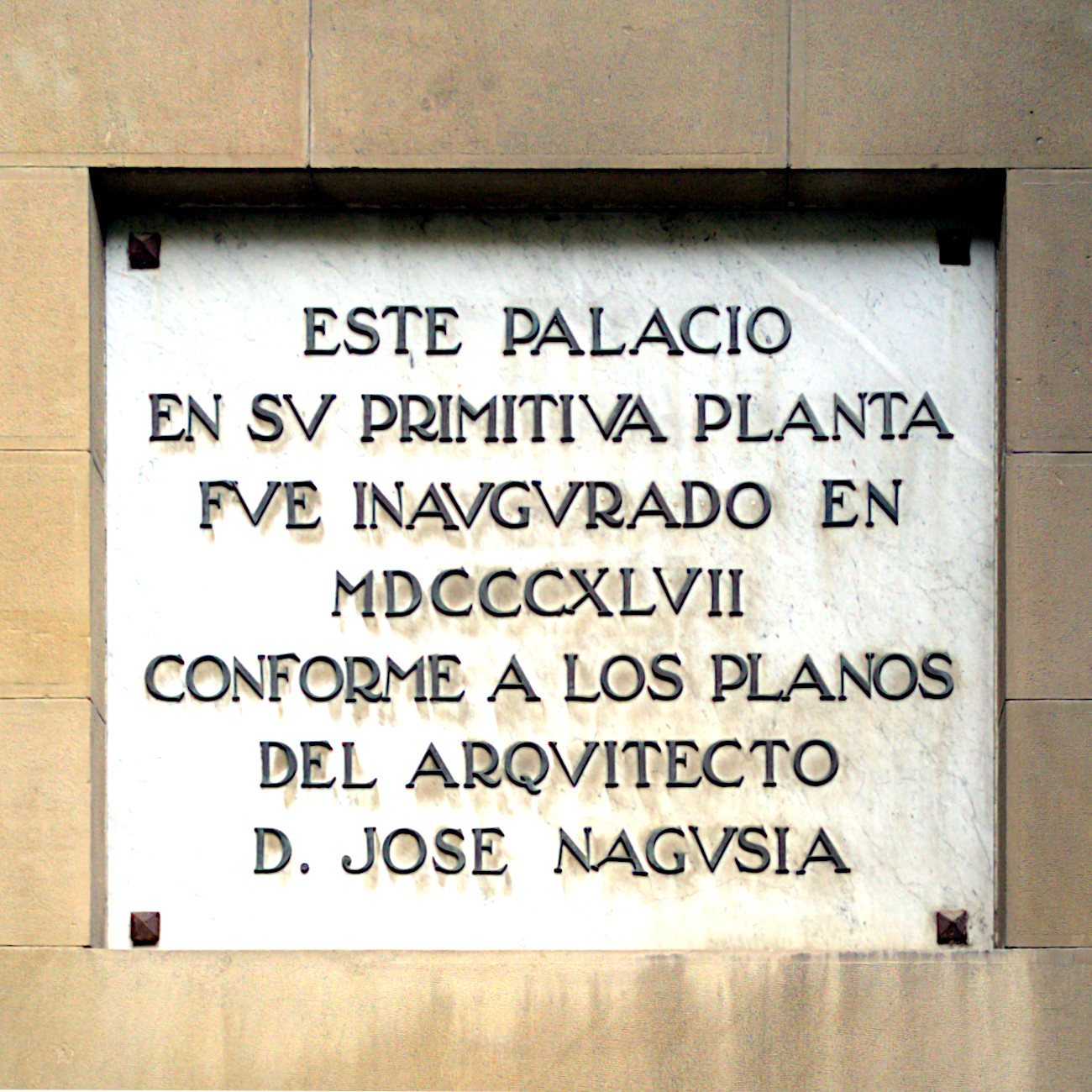
Placa dedicada a José de Nagusía en el Palacio de Navarra